# Luis Lancheros
Luis Lancheros ou Luis Lanchero, né en Castille et mort en 1562 à Tunja dans le Royaume de Nouvelle-Grenade, est un conquistador espagnol.
Il est le fondateur de la petite ville de Trinidad de los Muzos, située de nos jours dans le département de Boyacá en Colombie.

## Biographie
Luis Lancheros est né en Castille dans une famille noble. Jeune homme, il est employé dans la garde du roi espagnol Charles Quint et participe au sac de Rome en 1527. En 1533, en quête d'aventure, il quitte l'Europe pour ce qui deviendra plus tard le Venezuela avec une expédition de conquête dirigée par Jerónimo de Ortal (en).
Une fois sur place, il rejoint l'expédition dirigée par Nikolaus Federmann vers les Andes colombiennes, atteignant la capitale nouvellement fondée du Nouvel Empire de Grenade en 1538. Il devient Encomienda de Suse.
Lorsqu'en 1539 Hernán Pérez de Quesada succède à son frère aîné et fondateur Gonzalo Jiménez de Quesada, il organise diverses expéditions à la recherche d'objets de valeur et surtout de l'Eldorado. Même si de Quesada n'est pas satisfait de Lancheros, il est envoyé vers les territoires du Muzo dans l'ouest de Boyacá dans les premiers mois de 1540. Les expéditions dans les territoires du Muzo sont difficiles à cause du terrain. En raison du manque de nourriture, le groupe de Lancheros doit abattre quelques chevaux. Après deux tentatives infructueuses pour soumettre les plus de 10 000 Muzo, Lancheros traverse le territoire de Panche vers le sud, la partie ouest de l'actuel département de Cundinamarca, en direction de Bogotá,.
Au début de 1559, quinze ans après la découverte des riches gisements d'émeraude par Diego Martínez, Lancheros retourne sur le terrain de Muzo et passe par Maripí. Il fonde Trinidad de los Muzos, aujourd'hui connue sous le nom de Muzo, le 20 février 1559,,. Lors de cette expédition, Lancheroe est accompagné du conquistador Pedro de Ursúa. Muzo est d'abord fondée sans succès sous le nom de Tudela.
Lors des combats contre les Muzo, Lancheros est blessé par une flèche dans la poitrine,. En 1560 il remet la gouvernance de Muzo aux encomenderos, conduisant à des luttes successives pour les riches terres d'émeraude. Le 17 octobre 1560, il passe également le contrôle de Curipí à l' encomienda.
Après que Miguel Díez de Armendáriz (es) a pris le contrôle de la zone, Lancheros perd tous ses biens. Il meurt dans la pauvreté à Tunja en 1562, laissant une femme et une fille.